# Palacio de Rajoy
El palacio de Rajoy (en gallego, Pazo de Raxoi) es un edificio de Santiago de Compostela, España. Está situado en la plaza del Obradoiro. Es la sede del Ayuntamiento de la ciudad y de la presidencia de la Junta de Galicia. 
Se trata de una construcción de estilo neoclásico, su construcción fue ordenada por el arzobispo de Santiago, Bartolomé Raxoi Losada, en el año 1766 con la finalidad de servir como seminario para confesores. El ingeniero francés Carlos Lemaur fue el responsable de la obra. En su portada se puede observar una representación de la batalla de Clavijo y una escultura del apóstol Santiago.
El palacio está ubicado en la parte occidental de la plaza del Obradoiro, que cierra por ese lado, frente a la fachada principal de la Catedral de Santiago de Compostela. A su derecha se sitúa el Colegio de San Jerónimo, que hoy sirve de sede del Rectorado de la Universidad de Santiago; a la izquierda del palacio está el Hospital Real de los Reyes Católicos, en la actualidad forma parte de la red de Paradores Nacionales de España.
En 2015, en la aprobación por la Unesco de la ampliación del Camino de Santiago en España a «Caminos de Santiago de Compostela: Camino francés y Caminos del Norte de España», España envió como documentación un «Inventario Retrospectivo - Elementos Asociados» (Retrospective Inventory - Associated Components) en el que en el n.º 912 figura el palacio de la familia Rajoy.

## Historia
El solar sobre el cual se construyó el palacio de Rajoy, estaba ocupado anteriormente por las cárceles, lo civil y lo eclesiástico de la ciudad, y un tramo de la muralla, que defendía la urbe por la parte del poniente. La doble propiedad sobre el predio originó discordancias entre el Obispado y el Ayuntamiento. Este presentó un proyecto en 1764, de la autoría de Lucas Ferro Caaveiro, con la idea de ubicar la Casa del Ayuntamiento entre ambas cárceles. Por su lado, el arzobispo Bartolomé de Rajoy tenía en mente colocar ahí el Seminario denominado de Confesores y la residencia para los niños del coro catedralicio, para lo cual presentaba un proyecto diferente, encargado a Andrés García de Quiñones. Sin embargo, además de la controversia entre los copropietarios, surgió una tercera parte interesada, el Hospital Real, alegando que se atentaba contra su propiedad. El litigio consiguiente llevó a la intervención de la Capitanía General de Galicia y la de la Real Cámara, resolviéndose, finalmente, de manera salomónica el 13 de mayo de 1767, que el futuro edificio albergase el Consistorio compostelano, el Seminario de Confesores y las cárceles, de acuerdo al proyecto del ingeniero Carlos Lemaur, según se había propuesto por la dicha Capitanía General. 
De acuerdo con la anterior resolución, el edificio fue construido según las trazas de Lemaur, siendo dirigidas las obras por el fray Manuel de los Mártires, y como ejecutores reales por los maestros Juan López Freire y Alberto Ricoy, y, según la inscripción que figura en el friso del mismo palacio, las obras se extendieron entre 1766 y 1772. 
El palacio contribuyó a realzar la plaza del Obradoiro, que carecía de un edificio digno en ese lado, incluso cuando hacía pocos años que se había terminado la imponente nueva fachada occidental de la sede compostelana.

## Descripción
El edificio se corresponde con un tipo palacial francés desarrollado por François Mansart, en último extremo asentado sobre modelos italianos: larga loggia porticada, con perpiaños almohadillados, sobre los que se alzan los cuerpos correspondientes, y abrazados por un orden colosal. 

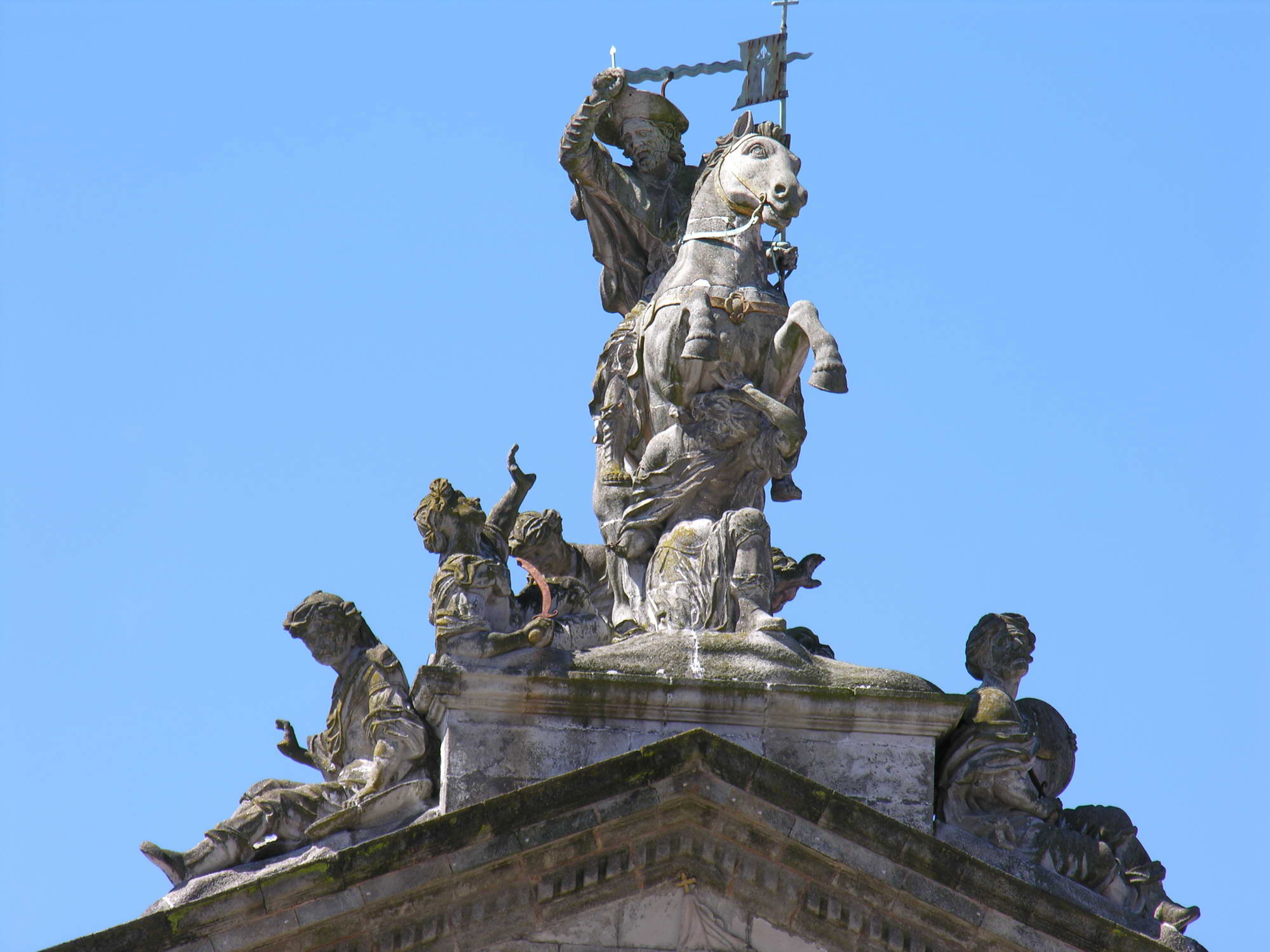
Santiago Matamoros, de José Ferreiro, en la cima del frontón central del Palacio de Rajoy.

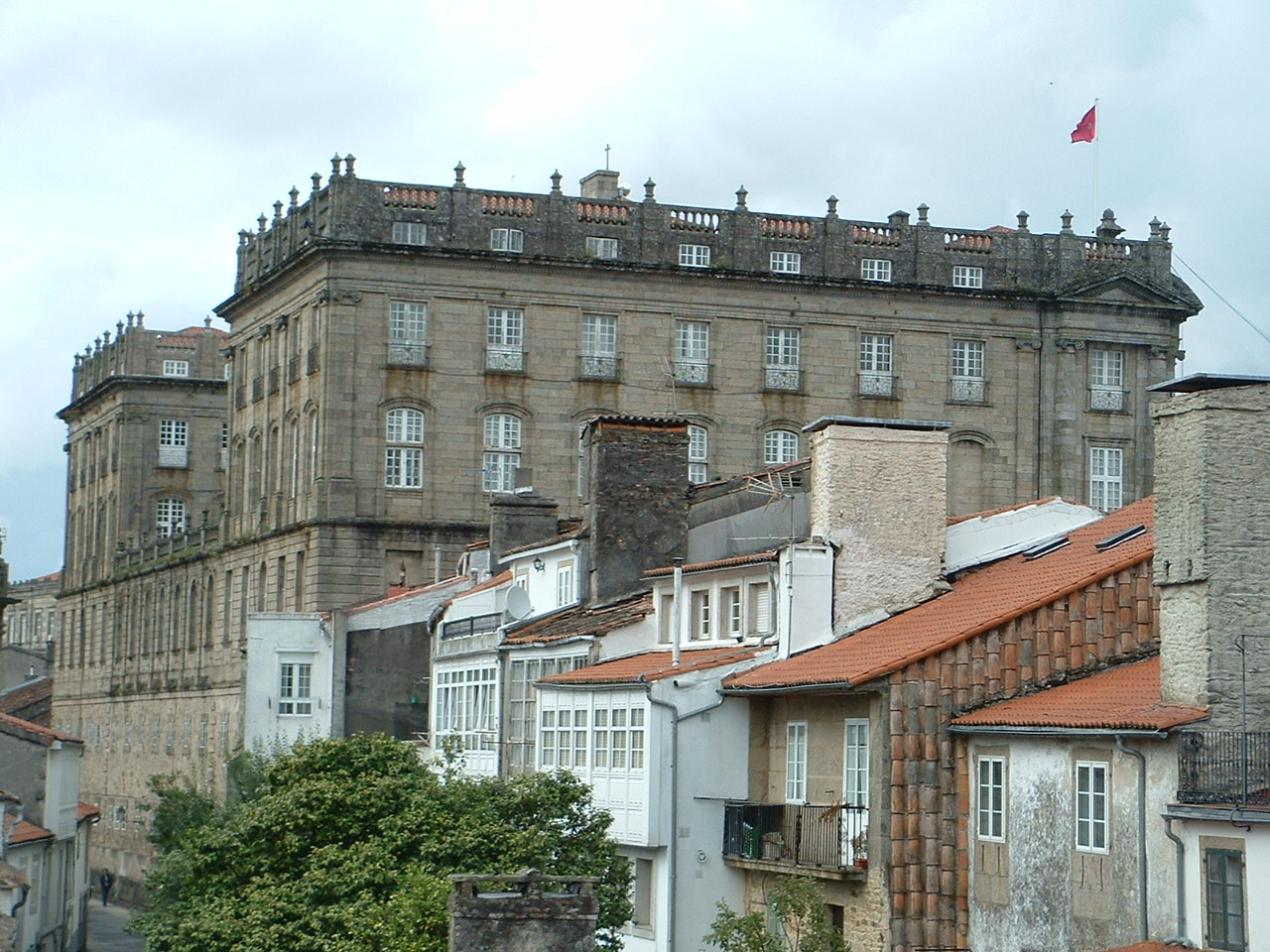
Fachada trasera del Palacio de Rajoy.

A este patrón se ajustó la fábrica compostelana. Sobre un plano rectangular, predomina la horizontalidad, con los casi 90 m de longitud de la fachada, apenas rota por las acróteras y frontones del coronamiento, que contrasta con la verticalidad de la fachada catedralicia. En el cuerpo inferior destaca el asoportalamiento con veinte arquerías de medio punto en los lados y cinco adinteladas en el centro. Sobre esta loggia se desarrollan dos cuerpos superiores, ambos establecidos por columnas adosadas de Orden gigante jónica, que arrancan, sobre pedestal apoyado en el final del pórtico. Entre esas columnas colosales se abren cincuenta huecos, de tipo puerta en ambos casos, pues por ellas se accede al balcón corrido que recorre toda la fachada en el primer piso, y a una baranda en el segundo. Estos vanos aseguran la luminosidad de las estancias internas. 
Corona la construcción un ático adornado con balaustradas. En los laterales colocó el arquitecto sendos frontones curvados, y en medio un frontón triangular, sostenido por columnata pareada. De este modo se realza esa parte central, que además avanza ligeramente para la plaza, y hacia la que se reclama la atención, pues en ella se sitúa la entrada principal. Mientras en los frontones laterales se habían colocado sendos escudos de Rajoy, en el central se sitúa un tímpano que desarrolla, en relieve, la batalla de Clavijo, en la que según la leyenda intervino el mismo Santiago apóstol, epónimo de la ciudad, en auxilio de los cristianos. Fue diseñado por el pintor gallego Gregorio Ferro, y ejecutado, en mármol, por los escultores José Gambino y José Ferreiro, ambos también gallegos. Este último fue además el autor del Santiago ecuestre que termina la cimera del frontón. 
La parte posterior de la edificación es diferente, pues un abrupto corte de terreno y la cercanía de la Iglesia de San Frutuoso, imponía soluciones diferentes. El cuerpo inferior, hasta la altura de la plaza del Obradoiro, se destinó a albergar las cárceles. Se colocó un amplio patio central, y se proyectaron dos cuerpos laterales prismáticos, siguiéndolos las pautas de la fachada, pero con total ausencia de elementos que rompiesen la estereotomía de la obra, a no ser los huecos y balaustrada superior.
La sencillez de los elementos arquitectónicos y la pureza de líneas, hacen de este edificio uno de los más importantes de España en estilo neoclásico.

## Influencias
El francés J. Sermet fue el primero en señalar en 1950 que el Palacio de Rajoy podía estar inspirado en el Capitole de Toulouse (1750-1760), obra de Cammás, y, más tarde, el historiador de arte, el ferrolano Alfredo Vigo Trasancos, señaló otras edificaciones similares construidas en Francia en esa misma época, como la Mairie (Casa municipal) de Nancy, de la autoría de M. Heré.

## Usos
Desde su fundación fue casa consistorial y albergue de los confesores que administraban penitencia a los peregrinos, y cárcel municipal (en los bajos de la parte posterior). Hasta bien entrado el siglo XX continuó sirviendo como residencia de canónigos. Desde la transición democrática alberga la Presidencia de la Junta de Galicia.

## Otros
El escritor Manuel Rivas en El lápiz del carpintero evoca la estadía de los represaliados durante la sublevación militar de 1936 en la cárcel del palacio de Rajoy.

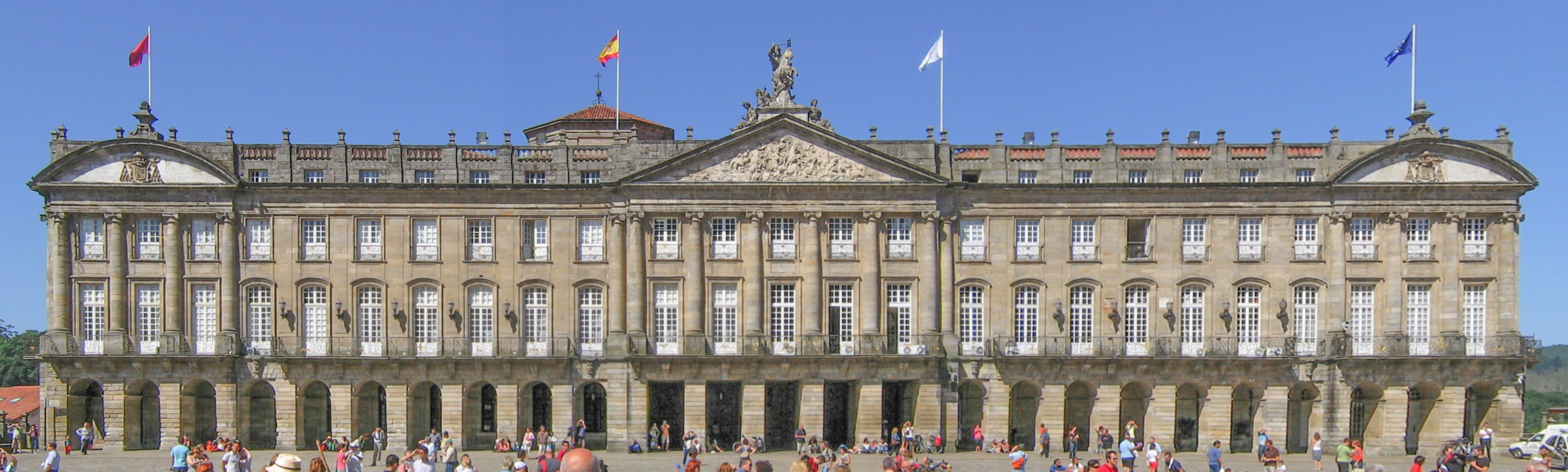
Fachada del palacio